# Georg von der Vring

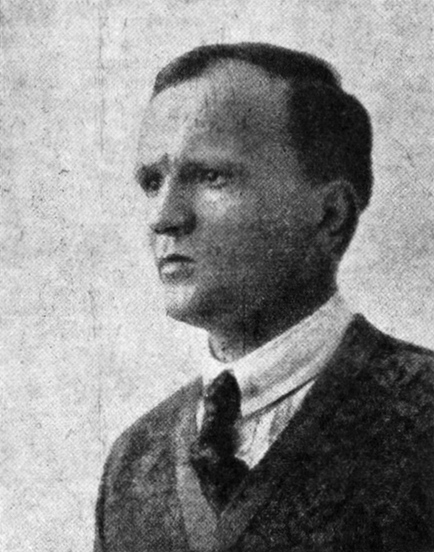
Georg von der Vring, ca. 1929

Georg von der Vring (* 30. Dezember 1889 in Brake (Oldenburg); † 1. März 1968 in München) war ein deutscher Schriftsteller und Maler.

## Leben

### Herkunft und Werdegang

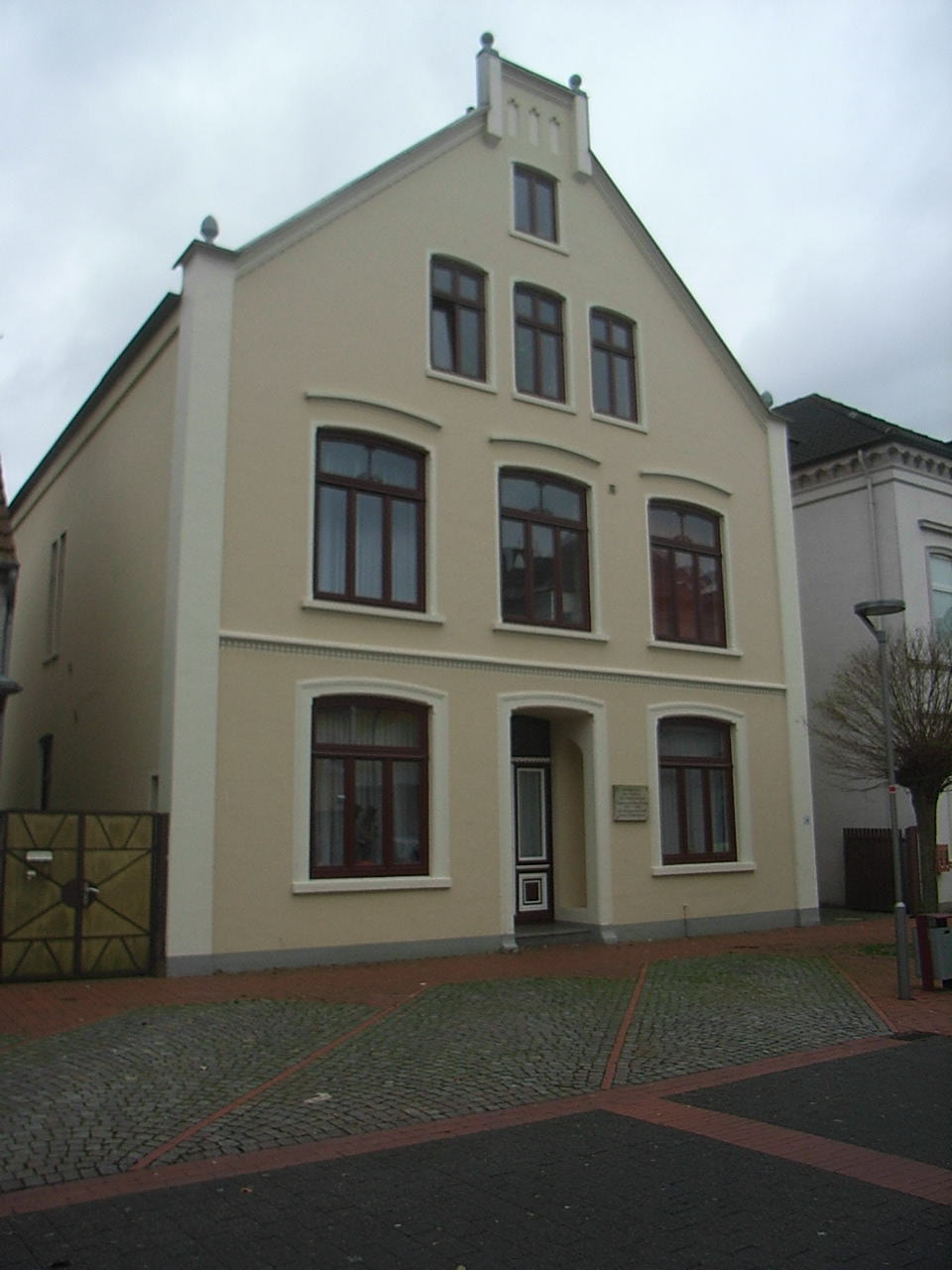
Geburtshaus des Dichters an der Schulstraße in Brake (Unterweser)

Georg von der Vring stammt aus einer Seemannsfamilie. Er besuchte von 1904 bis 1910 das Evangelische Lehrerseminar Oldenburg in Oldenburg und lernte dort den etwas jüngeren Peter Suhrkamp (1891–1959) kennen. Schon als Seminarist veröffentlichte er Gedichte in der sonntäglichen Unterhaltungsbeilage der Nachrichten für Stadt und Land, deren Chefredakteur Wilhelm von Busch ihn zu weiteren Arbeiten ermutigte. Ab 1910 war er Lehrer in Horumersiel.
Nach Beendigung seines Militärdienstes als Einjährig-Freiwilliger absolvierte Georg von der Vring von 1912 bis 1914 die Königliche Kunstschule in Berlin. 1913 veröffentlichte er unter dem Titel Muscheln im Selbstverlag einen ersten Gedichtband, dessen Titelvignette Heinrich Vogeler schuf. Nach kurzer Tätigkeit als Zeichenlehrer nahm er ab 1916 am Ersten Weltkrieg teil und kämpfte als Reserveleutnant bei einer Landsturmeinheit in Russland und in Frankreich. Er wurde mehrfach verwundet und geriet 1918 in amerikanische Kriegsgefangenschaft, die er in einem Lager im Südwesten Frankreichs verbrachte.

### Schriftstellerische Karriere
Von 1919 bis 1928 arbeitete Georg von der Vring als Zeichenlehrer in Jever, wo 1925 der Gedichtband Südergast erschien. In Jever zählte Hein Bredendiek zu seinen Schülern. Anschließend lebte er als freier Schriftsteller und Maler im Tessin, in Wien und ab 1930 in Stuttgart (Weißenhofsiedlung).
Erst gegen Ende der 1920er Jahre wurde das Schreiben zum Hauptberuf des Künstlers. Sein Kriegsroman Soldat Suhren (1927), der als eine der ersten literarischen Gestaltungen des Ersten Weltkriegs in der deutschen Literatur gilt, in denen die Sinnlosigkeit des Krieges mit aller Drastik vor Augen geführt wird, war sehr erfolgreich und machte ihn praktisch über Nacht berühmt. 1929 folgte der ähnlich antimilitaristisch orientierte Roman Camp Lafayette, der die Kriegsgefangenschaft thematisiert und als Appell zur Versöhnung der ehemaligen Kriegsgegner aufgefasst werden kann.
Nach der „Machtergreifung“ der Nationalsozialisten partizipierte von der Vring am Boom der so genannten Kriegserlebnisliteratur, die stark propagandistisch eingefärbt war. Zusammen mit Ernst Georg Erich Lorenz gab er die sechsbändige Buchreihe Erzähle Kamerad! Erlebnisse von Frontsoldaten (Stuttgart, 1933–1935) heraus und interpretierte für den Leipziger Seemann-Verlag unter dem Titel Der ewige Soldat zehn Bilder „von Mut, Stolz und Ritterlichkeit“. Er schloss sich dem nationalsozialistisch ausgerichteten Eutiner Dichterkreis an, der 1936 vom Eutiner NS-Regierungspräsidenten und SA-Gruppenführer Johann Heinrich Böhmcker gegründet wurde. Von der Vring, der als linksliberaler Humanist keine Sympathien für den Nationalsozialismus empfand, erkannte selbst, dass er mit seinen kriegsverherrlichenden Werken die Botschaft seiner beiden Antikriegsromane konterkarierte. 1938 veröffentlichte er mit Der Goldhelm wieder einen Roman, der politisch deutlich gegen den Krieg Stellung bezog und die gegenseitige Achtung der Kriegsteilnehmer und früheren Feinde, die sich in der Romanhandlung 1918 in einem Schweizer Kriegsgefangenenlager begegnen, zum Fundament für ein „Leben in Frieden und für den Frieden“ erklärte.
Weil von der Vring seine Hoffnungen auf eine bessere Zukunft stets an der Ikone des Frontsoldaten festmacht, blieb seine Literatur jedoch missverständlich und für die nationalsozialistische Propaganda leicht zu vereinnahmen. So wurde die Ende 1938 erstellte Hörspielfassung des Romans Der Goldhelm so umgearbeitet, dass die völkerverbindenden Elemente nicht mehr in Erscheinung treten und stattdessen der „Kampf als Verpflichtung für die Gegenwart“ im Vordergrund steht. Vring widersprach diesen Umdeutungen nicht und blieb in seiner Haltung schwankend: Er verfasste einerseits den Krieg anprangernde Soldatenlieder (Dumpfe Trommel, schlag an!, Hamburg 1939), andererseits unkritische Erlebnisberichte als Wehrmachtsoffizier von der Front.
1940 wurde Georg von der Vring als Oberleutnant zur Wehrmacht eingezogen und nahm am Zweiten Weltkrieg teil. In den Jahren 1938, 1940 und 1942 nahm er an den Weimarer Dichtertreffen der nationalsozialistischen Literaturprominenz teil und hielt dort 1942 eine Rede über Das Einfache in der Dichtung. Interpreten sehen darin den Beleg für von der Vrings ambivalente Haltung, da er einerseits als Offizier dem NS-Regime diente, andererseits als Dichter seine Unabhängigkeit wahren und seiner humanistischen Grundeinstellung treu zu bleiben versuchte. Joseph Goebbels ließ manchmal auch gezielt solche Schriftsteller zu den Treffen laden, die dem Regime eher fernstanden. Als Schriftsteller blieb Georg von der Vring jedenfalls erfolgreich und veröffentlichte 1942 die autobiografisch gefärbte Erzählung Der ferne Sohn. 1943 wurde er wegen „fehlender Verwendungsmöglichkeiten“ aus der Armee entlassen. Von der Vring zog sich nach Schorndorf im Remstal zurück. Seit 1951 lebte er mit seiner Familie in München.

Georg von der Vring signiert eines seiner Bücher nach einer Dichterlesung.

Nach 1945 verlagerte sich der Schwerpunkt seines Schaffens auf die klassische Lyrik mit beachteten Beiträgen vor allem im Gebiet der Naturlyrik. Auch als Herausgeber und Übersetzer französisch- und englischsprachiger Lyrik machte sich von der Vring einen Namen. So galt er in den 1950er und 1960er Jahren in Westdeutschland als bekannter zeitgenössischer Lyriker. Seine Gedichte fanden sich in zahlreichen Anthologien und Schullesebüchern. Seine Bücher erreichten dagegen keine hohen Auflagen mehr, und nach seinem Tod geriet er bald in Vergessenheit.
Anfang März 1968 wurde Georg von der Vring tot in der Isar aufgefunden. Ob er durch einen Unfall starb oder ob der längere Zeit unter Depressionen leidende Autor Suizid beging, blieb ungeklärt. Seine Grabstätte befindet sich auf dem Friedhof in Brake-Kirchhammelwarden.
Georg von der Vring war Mitglied des PEN-Zentrums der Bundesrepublik Deutschland, der Bayerischen Akademie der Schönen Künste in München und der Deutschen Akademie für Sprache und Dichtung in Darmstadt.
In der Sowjetischen Besatzungszone wurde Die junge Front (1943) und in der DDR Die kaukasische Flöte (1944) auf die Liste der auszusondernden Literatur gesetzt.

### Familie
Georg von der Vring war dreimal verheiratet. 1917 heiratete er Therese (Resi) Oberlindober (* 22. Oktober 1894; † 4. Mai 1927). Aus dieser Ehe stammen die Söhne Peter (* 15. Juli 1920; † 8. Oktober 1994) und Lorenz von der Vring (* 1923). Nach Thereses Tod heiratete er Ende 1927 die Kunsthandwerkerin Marianne Kayser aus Wardenburg (* 1902, † 1996); die Ehe wurde 1944 geschieden. Dieser Ehe entstammen die Söhne Clemens von der Vring (* 16. März 1936; † 29. Dezember 2012) und Thomas von der Vring (* 27. Mai 1937), später Gründungsrektor der Universität Bremen. 1946 heiratete er in dritter Ehe Wilma Musper.

## Ehrungen und Nachwirkungen
- Georg von der Vring erhielt 1954 den Literaturpreis des Landes Niedersachsen.
- 1954 wurde er ausgezeichnet  mit der Ehrengabe des Kulturkreises des Bundesverbandes der Deutschen Industrie.
- 1958 erhielt er den Förderpreis Literatur der Stadt München.[4]
- 1959 wurde ihm das Große Bundesverdienstkreuz verliehen.
- Seit 1960 ist Georg von der Vring der – bis heute – einzige Ehrenbürger der Stadt Brake (Unterweser).
- In seiner Geburtsstadt Brake wurde im Jahre 2001 die Georg von der Vring-Gesellschaft gegründet.
- Die Städte Brake, Jever, Oldenburg (Neubaugebiet Eversten-West / Januar 2007) und Schorndorf haben eine Straße nach Georg von der Vring benannt.[5]

## Werke
- Muscheln, Berlin 1913
- Südergast, Jever in Oldenburg [u. a.] 1925
- Soldat Suhren, Berlin 1927
- Der Zeuge, Piesteritz 1927
- Adrian Dehls, Berlin 1928
- Camp Lafayette, Bremen 1929
- Verse, Bremen 1930
- Station Marotta, Berlin 1931
- Argonnerwald, Berlin 1932
- Der Wettlauf mit der Rose, Stuttgart [u. a.] 1932
- Das Blumenbuch, Dresden 1933
- Einfache Menschen, Oldenburg 1933
- Der Schritt über die Schwelle, Leipzig 1933
- Schwarzer Jäger Johanna, Berlin 1934
- Die Geniusmuschel, Breslau 1935
- Die Spur im Hafen, Berlin 1936
- Der Tulpengarten, Hamburg 1936
- Der Büchsenspanner des Herzogs, Oldenburg 1937
- Garten der Kindheit, Hamburg 1937
- Die Werfthäuser von Rodewarden, Oldenburg [u. a.] 1937
- Bilderbuch für eine junge Mutter, Berlin 1938
- Der Goldhelm oder Das Vermächtnis von Grandcoeur, Oldenburg [u. a.] 1938
- Kinder im Süden, Hamburg 1938
- Die spanische Hochzeit, Berlin 1938
- Dumpfe Trommel, schlag an!, Hamburg 1939
- Die kaukasische Flöte, Stuttgart 1939
- Die Lieder des Georg von der Vring, Oldenburg 1939
- Frühwind, Böhmisch-Leipa 1940
- Der ferne Sohn, München 1942
- Junge Liebe, Gütersloh 1942
- Oktoberrose, München 1942
- Die Umworbenen, München 1944
- Verse für Minette, München 1947
- Die Brosche Griechenland, Bad Wörishofen 1948
- Magda Gött, München 1948
- Frank und Juliane, Stuttgart-O. 1949
- Das Meisterschiff, Gütersloh 1949
- Und wenn du willst, vergiß, München 1950
- Abendfalter, München 1952
- Der Diebstahl von Piantacon, München 1952
- Kleiner Faden Blau, Hamburg 1954
- Die Wege tausendundein, Hamburg 1955, Neuaufl. Oldenburg 2001
- Die Lieder, München 1956
- Der Jongleur, München 1958
- Geschichten aus einer Nuß, München 1959
- Der Schwan, München 1961
- Die Muschel, Dülmen/Westf. 1963
- Der Mann am Fenster, München [u. a.] 1964
- Gedichte, Frankfurt am Main 1965
- König Harlekin, Hamburg 1966
- Gesang im Schnee, München [u. a.] 1967
- Gedichte und Lieder, München [u. a.] 1979
- Die Gedichte, Ebenhausen bei München 1989
- Nachgelassene Gedichte, Ebenhausen bei München 1991
- Aus Briefen und Gedichten von Georg von der Vring, 1889 – 1968 und Therese von der Vring, 1894 – 1927. Jaderberg 1996

## Herausgeberschaft
- Erzähle, Kamerad!, Stuttgart (zusammen mit E. G. Erich Lorenz)
  - Bd. 1. Minen am Toten Mann und andere Erzählungen, 1933
  - Bd. 2. Das tote Dorf, 1933
  - Bd. 3 (1934)
  - Bd. 4 (1934)
  - Bd. 5 (1935)
  - Bd. 6 (1935)
- Sturmschritt der Armee. Stuttgart 1941 (zusammen mit Georg Remme)
- Die junge Front. München 1943
- Du bewahrst mir dein Herz. München 1953
- Englisch Horn. Köln 1953
- Tausendmund. Ebenhausen bei München 1954
- Unsterblich schöne Schwestern. Ebenhausen bei München 1956
- Streich leise Saiten, Musikant. München 1957
- Angelsächsische Lyrik aus sechs Jahrhunderten. Köln [u. a.] 1962

## Übersetzungen
- William Blake: Gedichte. Wiesbaden 1958
- James Fenimore Cooper: Die Lederstrumpf-Erzählungen. München 1954
- Francis Jammes: Die kleine Bernhardine. Hellerau 1927
- Guy de Maupassant: Das Haus Tellier. Die Ideen des Herrn Oberst. Stuttgart 1948
- Guy de Maupassant: Novellen. Wien, Phaidon Verlag 1936
- André Maurois: Rosen im September. München 1962 (zusammen mit Kurt Wagenseil)
- Paul Verlaine: Gedichte. Berlin 1940
- Paul Verlaine: Verse. Hamburg 1935